# Moerasdroogbloem
De moerasdroogbloem (Gnaphalium uliginosum, synoniem: Filaginella uliginosa) is een eenjarige plant, die behoort tot de composietenfamilie (Asteraceae). De soort komt voor in Europa. De botanische naam Gnaphalium is afkomstig van het Oudgriekse woord gnaphalon, dat een lok wol betekent.
De plant wordt 5-20 cm hoog en is van de voet af uitgespreid vertakt. Er komen echter ook planten voor die hoger vertakken. De behaarde, lancetvormige bladeren hebben een versmalde bladvoet. De bovenste stengeldelen zijn viltig behaard.
De moerasdroogbloem bloeit van juni tot oktober met geelachtig witte bloemhoofdjes. De eironde hoofdjes zitten in door bladeren omgeven kluwens bijeen. Op de bloemhoofdjesbodem zitten geen schubben. De omwindselbladeren zijn bruin- tot geelachtig. De buisbloempjes zijn geelachtig wit. De pappus bestaat uit afvallende haartjes.
De vrucht is een 0,5-1 mm lang nootje met een kransvormige pappus.
De plant komt voornamelijk voor op zandgrond, die vochtig tot nat en voedselrijk is. De plant kan ook groeien op zeer zure grond.

## Plantengemeenschap
De moerasdroogbloem is een kensoort voor de orde Nanocyperetalia.

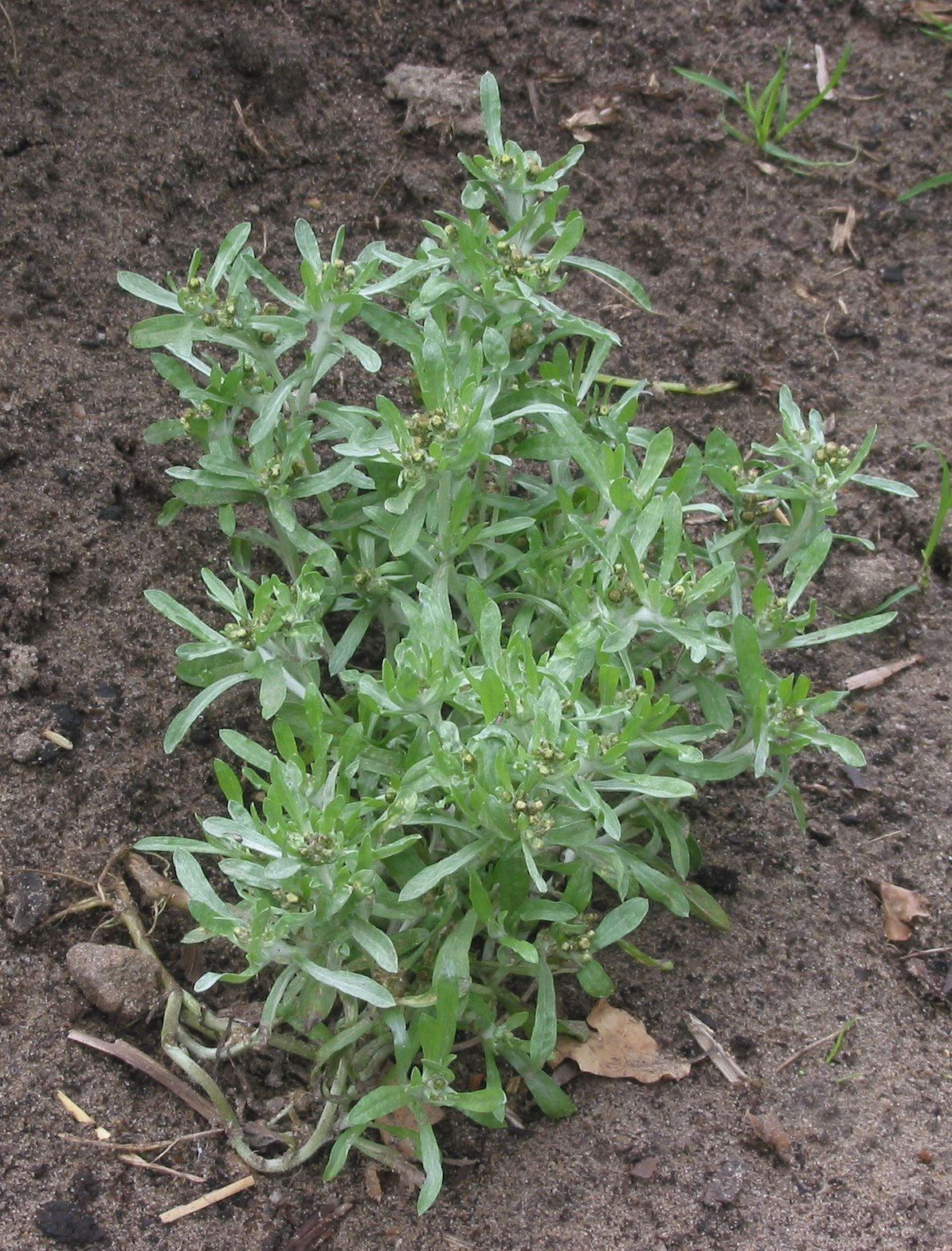
Vertakte plant
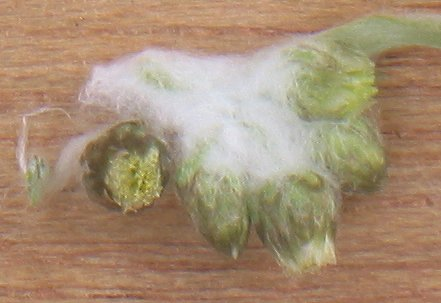
Bloemhoofdjes
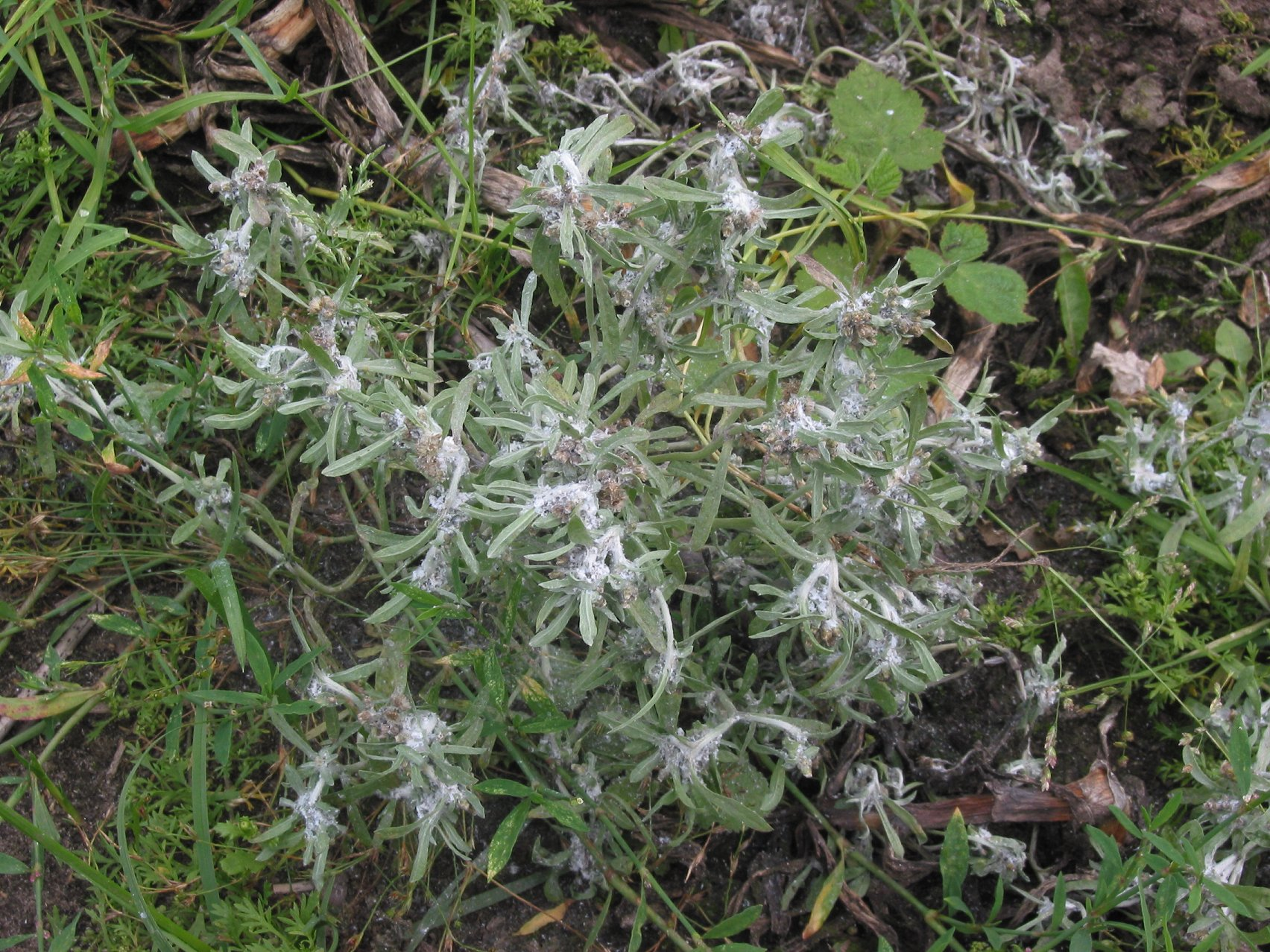
Plant met zaden
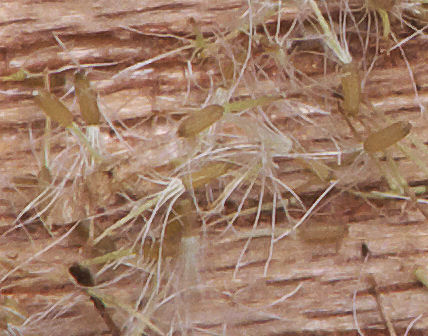
Zaad